# New age emotions
New age emotions is het zevende soloalbum van Steve Jolliffe. Jolliffe probeerde dit album als een esoterisch en inspirerend album te verkopen. Het platenlabel Amphonic Music was echter zo klein en onbekend, dat er nauwelijks albums van werden verkocht. De titel gaf al aan wat voor soort muziek het album bevat, new agemuziek. De oorspronkelijke hoes was een foto van Stonehenge.

## Musici
- Steve Jolliffe – dwarsfluit, saxofoon, toetsinstrumenten

## Muziek
| Nr. | Titel                        | Duur |
| --- | ---------------------------- | ---- |
| 1.  | Birth                        | 2:33 |
| 2.  | Evolution (parts I, II, III) | 5:30 |
| 3.  | Growth                       | 1:54 |
| 4.  | Transformation               | 3:45 |
| 5.  | Survival                     | 2:50 |
| 6.  | Love                         | 3:25 |
| 7.  | Solitude                     | 3:20 |
| 8.  | Dreams                       | 5:59 |
| 9.  | Isolation                    | 1:38 |
| 10. | The awakening (parts I, II)  | 4:43 |
| 11. | Enlightenment                | 2:28 |
| 12. | Tranquility                  | 1:25 |
| 13. | Conflict                     | 4:33 |
| 14. | The warning                  | 1:19 |
| 15. | Devastation                  | 2:35 |
| 16. | Aftermath (niet op lp)       | 6:44 |
| 17. | Search (niet op lp)          | 3:50 |
| 18. | Discovery (niet op lp)       | 2:16 |
| 19. | Utopia (niet op lp)          | 1:34 |
| 20. | Talking in tongues           | 1:28 |